# Odetta Holmes
Odetta Holmes, känd som Odetta, född 31 december 1930 i Birmingham, Alabama, död 2 december 2008 i New York, var en amerikansk sångare, skådespelare, gitarrist, låtskrivare och aktivist för mänskliga rättigheter. Hennes musikaliska repertoar sträckte sig från amerikansk folkmusik till blues, jazz och andlig musik. Under 1950- och 1960-talet var hon en av de stora på den amerikanska folkmusik-scenen och hon inspirerade under den epoken stora artister som Bob Dylan, Joan Baez, Mavis Staples och Janis Joplin.

## Verk och framträdanden

### Diskografi

#### Studioalbum
- 1954 The Tin Angel (med Larry Mohr)
- 1956 Odetta Sings Ballads and Blues
- 1957 At the Gate of Horn
- 1959 My Eyes Have Seen
- 1960 Ballad For Americans and Other American Ballads
- 1960 Christmas Spirituals
- 1962 Odetta and The Blues
- 1962 Sometimes I Feel Like Cryin'
- 1963 One Grain of Sand
- 1963 Odetta and Larry
- 1963 Odetta Sings Folk Songs
- 1964 It's a Mighty World
- 1964 Odetta Sings of Many Things
- 1965 Odetta Sings Dylan
- 1967 Odetta
- 1970 Odetta Sings
- 1987 Movin' It On
- 1988 Christmas Spirituals (new recording)
- 1999 Blues Everywhere I Go **
- 2001 Looking For a Home

#### Livealbum
- 1960 Odetta at Carnegie Hall
- 1962 Town Hall
- 1966 Odetta in Japan
- 1973 The Essential Odetta
- 1976 Odetta at the Best of Harlem[2]
- 1998 To Ella
- 2002 Women in (E)motion
- 2005 Gonna Let It Shine

#### Samlingsalbum
- 1963 Odetta
- 1967 The Best of Odetta
- 1973 The Essential Odetta (live)
- 1994 The Best of Odetta: Ballads and Blues
- 1999 The Best of the Vanguard Years
- 2000 Livin' with the Blues
- 2000 Absolutely the Best
- 2002 The Tradition Masters
- 2003 American Folk Pioneer
- 2006 Best of the M.C. Records Years 1999-2005
- 2007 Vanguard Visionaries

### Uppträdanden (urval)
- 1959 Newport Folk Festival

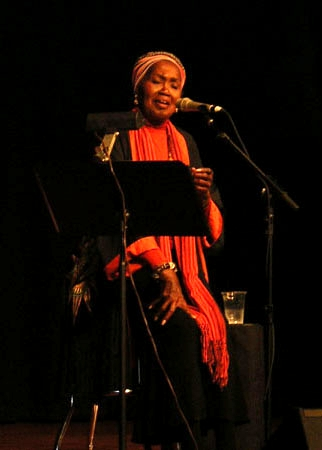
Odetta 2006.

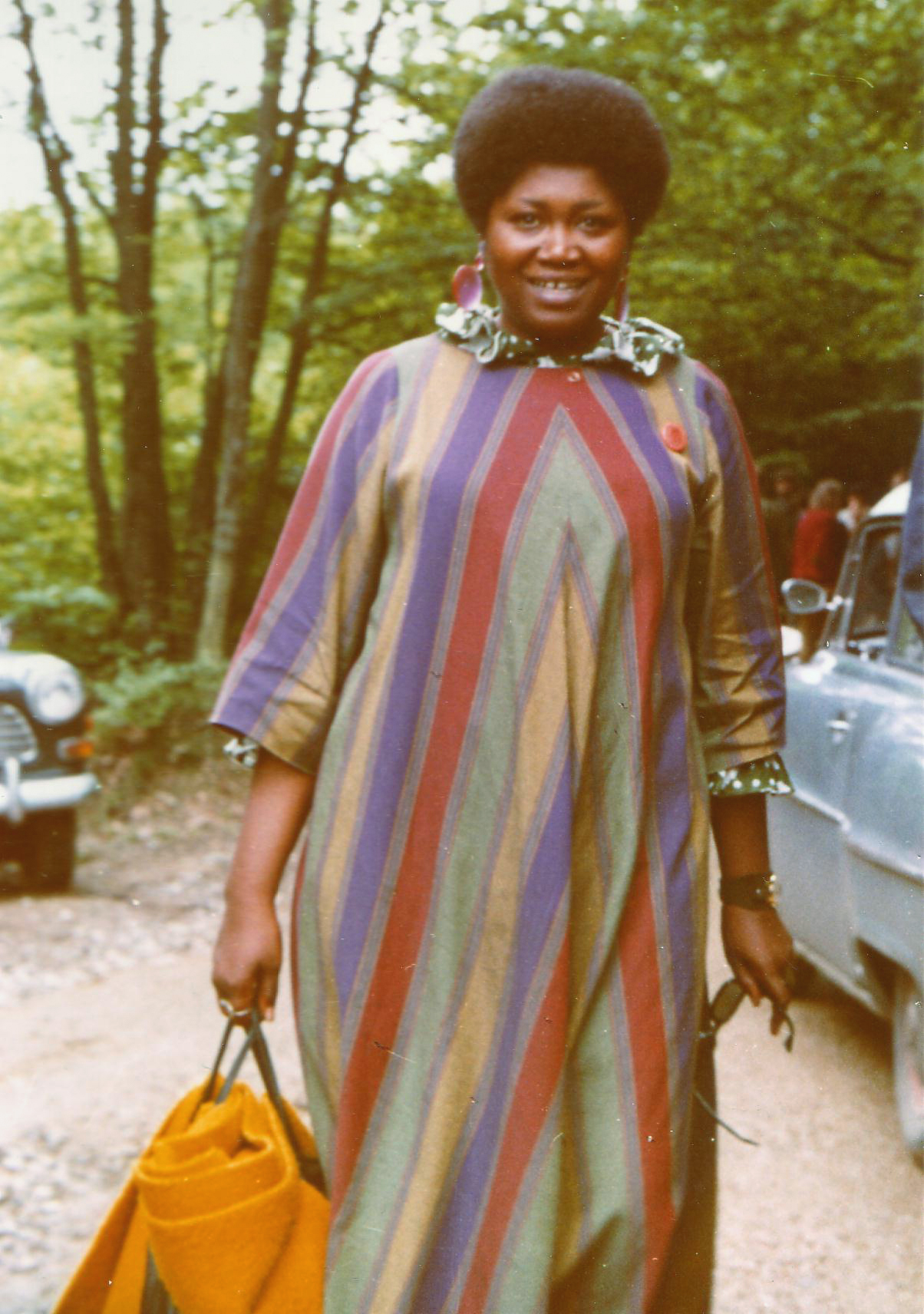
Odetta (Burg Waldeck-Festival, Tyskland), 1968.

- 1960 Belafonte Returns To Carnegie Hall (Harry Belafonte)[3]
Tracks: "I've Been Driving On Bald Mountain", "Water Boy", "There's a hole in the bucket"
- 1960 Folk Festival At Newport Vol. 2
- 1962 Folk Song and Minstrelsy
- 1963 Jimmy Witherspoon
Track: duet on "Lonesome Road."
- 1964 We Shall Overcome: The March on Washington ***
Tracks: "Freedom Trilogy": "I'm on My Way", "Come and Go with Me" & "Oh Freedom".
- 1968 A Tribute To Woodie Guthrie Vol. 1 **
Track:"This Land Is Your Land/Narration" (with Arlo Guthrie & co. and Will Geer)
- 1969 The Original Hits Of Right Now Plus Some Heavies From The Motion Picture "Easy Rider"
Track:"Ballad of Easy Rider"
- 1970 A Tribute To Woodie Guthrie Vol. 2, "Pastures of Plenty"
- 1972 Greatest Songs of Woody Guthrie
- 1976 Aftertones (Janis Ian)
- 1987 Songs of the Working People
- 1987 Greatest Folksingers of the 'Sixties **
Track:"John Henry"
- 1988 Greenwich Folk Festival
- 1993 Other Voices, Other Rooms (Nanci Griffith) **
- 1993 Rare, Live and Classic (Joan Baez)
- 1994 Freedom is a Constant Struggle
- 1995 Scenes from a Scene: Greenwich Village
- 1995 A Folksinger's Christmas
- 1995 Assassins in the Kingdom (Michael Jonathan)
- 1996 At Home/Around the World (David Amram & Friends)
- 1997 Mojo Club: V.4 Light My Fire
- 1998 Other Voices TOO (Nanci Griffith)
- 1998 Miriam Makeba-Odetta (Harry Belafonte)
- 1998 Giants of Folk: Leadbelly/Guthrie/Odetta[4]
- 1998 Where Have All the Flowers Gone
- 1998 Original Seeds: Songs that Inspired Nick Cave
- 1998 Folk Hits of the 1960s
- 2000 Sounds of a Better World
- 2000 The Ballad of Ramblin' Jack **
- 2000 Hyacinths and Thistles (the 6ths)
Track: "Waltzing Me All The Way Home"
- 2000 Women of Silverworlf
- 2000 Rollin' Into Memphis: Songs of John Hiatt
- 2000 Gospel
- 2000 Route 50: Driving New Routes
- 2000 Queens of the Blues
- 2001 Roger McGuinn: Treasures from the Folk Den **
- 2001 Washington Square Memories
- 2001 Jazz Ladies
- 2001 Say Yo' Business
- 2001 Philadelphia Folk Festival: 40th Anniversary
- 2001 Say It Out Loud
- 2001 Folk Music
- 2001 Sounds of a Better World (Small Voices Calling)[5]
- 2002 Blues Treasures
- 2002 This Land Is Your Land
- 2002 Soul & Inspiration
- 2003 Broken Hearted Blues
- 2003 Blues Had a Baby & It's Rock 'n Roll
- 2003 In the Wind
- 2003 Beginner's Guide to Folk Music
- 2003 Seeds: The Songs of Pete Seeger
- 2003 Respond II[6]
- 2003 The Prestige Blues Sampler
- 2003 Corner of Bleeker and Blues
- 2003 Best of M.C. Records 1996-2002
- 2003 Let Freedom Sing
- 2003 Best of Kerrville Festival
- 2003 Patriot's Songbook
- 2003 Blue Box of Blues
- 2003 Shout Sister Shout: Rosetta Tharpe Tribute
- 2004 Baby Don't Tear My Clothes (James Cotton)
- 2004 Ladies Man (Pinetop Perkins) **
- 2004 My Country Awake: Freedom Compilation
- 2004 Eric Bibb & Friends
- 2004 Salute to the Blues: Listening in the Bottle
- 2005 Folk: The Life, Times & Music Series

### Filmografi
| Film/program titel                                                             | Information | År          |
| ------------------------------------------------------------------------------ | --- | ----------- |
| Cinerama Holiday                                                               | Film | 1955        |
| Lamp Onto My Feet                                                              | TV | 1956        |
| Tonight with Belafonte                                                         | TV/Musikal (Emmy Award) | 1959        |
| Toast of the Town                                                              | TV | 1960        |
| Sanctuary                                                                      | Dramafilm | 1961        |
| Have Gun – Will Travel episod 159/226: "The Hanging of Aaron Gibbs"            | TV drama | 1961        |
| Les Crane Show                                                                 | TV/Pratshow | 1965        |
| Festival                                                                       | dokumentärfilm | 1967        |
| Live from the Bitter End                                                       | TV - konsert | 1967        |
| Clown Town starring Odetta & Bobby Vinton                                      | NBC Music Special | 1968        |
| The Dick Cavett Show                                                           | TV/pratshow | 1969        |
| The Johnny Cash Show                                                           | TV/musikal | 1969        |
| The Virginia Graham Show                                                       | TV | 1971        |
| The Autobiography of Miss Jane Pittman                                         | TV-film | 1974        |
| Soundstage: Just Folks with Odetta, Tom Paxton, Josh White, Jr. and Bob Gibson | TV - Concert Special | 1980        |
| Ramblin': with Odetta                                                          | TV - Concert Special | 1981        |
| Chords of Fame                                                                 | doc. | 1984        |
| Macy's Thanksgiving Day Parade                                                 | | 1989        |
| Boston Pops with Odetta, Shirley Verrett and Boys Choir of Harlem              | TV - konsert | 1991        |
| Tommy Makem & Friends                                                          | TV - konsert | 1992        |
| The Fire Next Time                                                             | TV film | 1993        |
| Turnabout The Story of the Yale Puppeteers                                     | dokumentärfilm | 1993        |
| Odetta: Woman In (E)motion                                                     | German TV - Concert Special | 1995        |
| Peter, Paul and Mary: Lifelines                                                | TV | 1996        |
| National Medal of Arts and Humanities Presentations                            | C-Span TV | 1999        |
| The Ballad of Ramblin' Jack                                                    | Dramafilm | 2000        |
| 21st Annual W.C. Handy Blues Awards                                            | Awards ceremony | 2000        |
| Songs for a Better World                                                       | TV - konsert | 2000        |
| Later... with Jools Holland with Odetta och Bill Wyman & His Rhythm Kings      | BBC-TV | 2001        |
| Politically Incorrect with Bill Maher                                          | TV pratshow | 2001        |
| Late Night with David Letterman                                                | TV pratshow | 2001        |
| Pure Oxygen                                                                    | TV - pratshow | 2002        |
| Newport Folk Festival                                                          | TV - Concert Special | 2002        |
| Janis Joplin: Pieces of My Heart                                               | BBC-TV biografi | 2002        |
| Get Up, Stand Up: The Story of Pop and Protest                                 | doc. | 2003        |
| Tennessee Ernie Ford Show                                                      | TV musikal (Re-Broadcast) | 2003        |
| Ralph Bunch: An American Odyssey                                               | PBS-TV biografi | 2003        |
| Brother Outsider: The Life of Bayard Rustin                                    | PBS-TV biografi | 2003        |
| Visionary Awards Presentation                                                  | PBS-TV Award Presentation | 2004        |
| Lightning in a Bottle - Salute to the Blues                                    | doc. | 2004        |
| No Direction Home                                                              | doc. | 2005        |
| Talking Bob Dylan Blues                                                        | BBC-TV konsert | 2005        |
| Odetta: Blues Diva                                                             | PBS-TV konsert | 2005        |
| Odetta: Viss Notiek                                                            | Latvian TV Weekly Journal | 2006        |
| A Tribute to the Teachers of America                                           | PBS-TV Special: Concert at The Town Hall, New York, New York Odetta sings a children’s song medley of "Rock Island Line/Here We Go Looptie-Lou/Bring Me Little Water Sylvie" | 2007        |
| The Tavis Smiley Show                                                          | PBS-TV Discussion and performance of the song "Keep on Movin' It On" | 25 Jan 2008 |
| Mountain Stage HD: John Hammond, Odetta, and Jorma Kaukonen                    | PBS-TV Concert Special | 2008        |
| Odetta Remembers                                                               | BBC Four intervju och konsertmontage, 30 min | 6 Feb 2009  |
| The Yellow Bittern                                                             | A Biopic of Liam Clancy of The Clancy Brothers | 2009        |